# Horn (toponiem)
Horn of hoorn is in de toponymie een uitgang van een plaatsnaam. Dit naamsdeel verwijst doorgaans naar de geografische ligging of gesteldheid van die plaats. Bijvoorbeeld dat die plaats is gelegen op een in het water uitstekend stuk land of dat een dijk daar ter plaatse een scherpe hoek heeft. Behalve als suffix worden 'hoorn' en 'horn' ook als zelfstandige plaatsnamen gebruikt.
Verwijzing naar een hoorn van een dier of naar een blaashoorn, dan wel het fabeldier de eenhoorn zijn ook mogelijk. Het kan zelfs een combinatie zijn, zoals bij de stad Hoorn in West-Friesland die een koehoorn, bewerkt tot blaashoorn, in haar stadswapen voert dat weer wordt gedragen door een eenhoorn. In andere verklaringen wordt overigens ook wel gewezen wordt op Hoorns ligging in een uitstekende knik in de Westfriese Omringdijk. Maar dat is een drogreden, aangezien die ligging pas in de vijftiende eeuw is ontstaan, na een dijkdoorbraak, terwijl de plaatsnaam 'Hoorn' zelf al in het begin van de veertiende eeuw is ontstaan.

## Plaatsnamen met 'hoorn' in Nederland
Plaatsnamen met het woord 'hoorn' erin zijn:
De Hoorne NH,
De Posthoorn Zld,
Den Hoorn NH,
Den Hoorn ZH,
Den Hoorn ZH,
Diphoorn Dr,
Giethoorn Ov,
Hoorn Gr,
Hoorn Gld,
Hoorn Frl,
Hoorn NH,
Hoornaar ZH,
Hoornsterzwaag Frl,
Hoornsterzwaagcompagnie Frl,
Koudhoorn Gld,
Nieuwenhoorn ZH,
Oudenhoorn ZH,
Oudshoorn ZH,
Posthoorn Ov,
Uithoorn NH,
Wehe-den Hoorn Gr
Plaatsnamen met 'hoorn' komen vooral voor in Noord- en Zuid-Holland (10 van de 21 bovenstaande namen).

## Plaatsnamen met 'hoorn' in België
Den Hoorn West-Vlaanderen

## Plaatsnamen met 'horn' in Nederland
Plaatsnamen met het woord 'horn' erin zijn:
Avenhorn NH,
Barsingerhorn NH,
Den Horn Gr,
Dirkshorn NH,
Haskerhorne Frl,
Horn Li,
Horn NH,
Hornhuizen Gr,
't Horntje NH,
Kolhorn NH,
Kornhorn Gr,
Kuikhorne Frl,
Nieuwehorne Frl,
Noordhorn Gr,
Oostmahorn Frl,
Oudehorne Frl,
Schermerhorn NH,
Terhorne Frl,
Thorn Li,
Trophorne Frl,
Tuitjenhorn NH,
Westerdijkshorn Gr,
Westerhorn Gr,
Zuidhorn Gr
Plaatsnamen met 'horn' zijn bij uitstek Noord-Nederlands: 22 van de 24 bovenstaande namen komen voor in Groningen, Friesland en de kop van Noord-Holland.